# 双蛋问题
双蛋问题（The Two Eggs Problem）是一个经典的算法问题，它经常被描述为“给你两个相同的异常坚硬的鸡蛋，通过在一栋100层的楼的不同层扔下鸡蛋进行实验，试验出可以摔碎该鸡蛋的最高楼层（临界楼层）。已知未碎的鸡蛋可以重复使用。求最少的实验次数n,使得在n次实验后，一定能判断出该临界楼层。”
该问题可以扩展为这样一类问题： 在N个鸡蛋，k层楼的条件下，找到一个最小的m，使得存在一种方案，在m次实验以后，一定能找到鸡蛋的临界楼层。

## 问题假设
为了更加精确地思考问题，该问题中必须满足以下的条件：
1. 如果鸡蛋在某一层没有碎,它不会在任何更低层的破碎。
2. 如果鸡蛋在某一层碎了，它在更高层上一定会碎。
3. 鸡蛋可能在一楼摔破，也可能在最高层还不摔破。

## 解决方案
此时，你有2个鸡蛋，楼高100层。我们可以先思考有1个鸡蛋和有无数个鸡蛋的情况。

### 1个鸡蛋
此时，由于只有一个鸡蛋，所以一旦破碎，那么就无法继续进行试验，我们只能从第1层开始，一层一层地实验。在这种情况下最多需要99次实验。

### 无数个鸡蛋
容易的解决方案是二分法，{\displaystyle \log _{2}{100}\approx 6.644<7}  ,所以如果我们有无数个鸡蛋，我们最多只需要7次就可以试验出。比如，先在64楼扔一次鸡蛋，如果碎了，那就到32层扔第二次，如果第二次扔鸡蛋又碎了，再到16层去扔第三次，如果这次没有碎，那你可以再到第24层去扔第四次，又没碎，那就去28层扔第五次，还是没有碎，再到30层扔第六次，这次又碎了，再到29层扔第七次，第七次碎了，那么临界楼层就是第28层，第七次没碎，临界楼层就是第29层。所以无数个鸡蛋最多只需要7次就可以实验。

### 两个鸡蛋
借助于二分法提供的分组思想，我们可以尝试将100平均分成10组，用第一个鸡蛋在每组最后一层进行实验，这样可以实验出临界楼层在哪一组。然后再用第二个鸡蛋从该组第一层依次实验。这种方案的最坏情况是19次。
我们发现，如果19层是临界楼层，只需要实验11次，而如果临界层是99层，就需要实验19次。因此我们是否可以将19次平均到11次里一部分？为此，有以下方案，第一组{\displaystyle x}人，第二组{\displaystyle (x-1)}人,第三组{\displaystyle (x-2)}人,……第x组1人，考虑到{\displaystyle x+(x-1)+(x-2)+\cdots +3+2+1={\frac {x(x+1)}{2}}>100}，解得{\displaystyle x>13.65}，所以{\displaystyle x=14}时，最多需要14次便可以找出临界楼层。

## 推广问题
下面是双蛋问题的几个推广问题。

### 2个鸡蛋，k层楼
类似于之前的方法，只需要{\displaystyle x+(x-1)+(x-2)+\cdots +3+2+1={\frac {x(x+1)}{2}}>k}即可，可以求出{\displaystyle k=\left\lceil {\frac {-1+{\sqrt {1+8k}}}{2}}\right\rceil }（参见取整函数、高斯符号）

### n个鸡蛋，k层楼
让我们定义一个函数{\displaystyle f(d,n)},表示有{\displaystyle n}个鸡蛋，通过{\displaystyle d}次实验就一定能够判断出临界楼层的最大楼层。 如果鸡蛋打破,我们将能够将临界楼层范围缩小到f(d−1,n−1)层；否则我们将能够把范围缩小到 f(d-1,n)层。 
因此，{\displaystyle f(d,n)=1+f(d-1,n-1)+f(d-1,n)}。这只是一个递归关系，而我们必须找到一个函数 f(d,n)。 
因此,我们将定义一个辅助函数{\displaystyle g(d,n):g(d,n)=f(d,n+1)-f(d,n)}
根据我们的第一个方程
{\displaystyle {\begin{aligned}g(d,n)&=f(d,n+1)-f(d,n)\\&=f(d-1,n+1)+f(d-1,n)+1-f(d-1,n)-f(d-1,n-1)-1\\&=[f(d-1,n+1)-f(d-1,n)]+[f(d-1,n)-f(d-1,n-1)]\\&=g(d-1,n)+g(d-1,n-1)\end{aligned}}}
函数{\displaystyle g(d,n)}可以写成{\displaystyle g(d,n)={\binom {d}{n}}}（参见二项式系数）
但是我们有一个问题：根据之前的关系{\displaystyle f}和{\displaystyle g}，对于任何{\displaystyle n}，{\displaystyle f(0,n)}以及{\displaystyle g(0,n)}都是{\displaystyle 0}。然而,在{\displaystyle n=0}时会发生矛盾，因为{\displaystyle g(0,0)={\binom {0}{0}}=1}，但对于每一个{\displaystyle n}，{\displaystyle g(0,n)}应该是{\displaystyle 0}! 
我们可以通过重定义{\displaystyle g(d,n)}修复这个问题如下：
{\displaystyle g(d,n)={\binom {d}{n+1}}}
递归是仍然有效。
现在，展开f(d,n),我们可以把它写成
{\displaystyle {\begin{aligned}f(d,n)=&[f(d,n)-f(d,n-1)]\\+&[f(d,n-1)-f(d,n-2)]\\+&\cdots \\+&[f(d,1)-f(d,0)]\\+&f(d,0).\end{aligned}}}
我们知道{\displaystyle f(d,0)=0},因此
{\displaystyle f(d,n)=g(d,n-1)+g(d,n-2)+\cdots +g(d,0)}
我们也知道
{\displaystyle g(d,n)={\binom {d}{n+1}}}

因此，
{\displaystyle g(d,n-1)+g(d,n-2)+\cdots +g(d,0)={\binom {d}{n}}+{\binom {d}{n-1}}+\cdots +{\binom {d}{1}}}
最后，
{\displaystyle f(d,n)=\sum _{i=1}^{n}{\binom {d}{i}}}
我们知道{\displaystyle f(d,n)}是所有最少实验次数为{\displaystyle d}的总楼层数中最大的一个，我们只要找到一个{\displaystyle k}满足以下条件即可：
{\displaystyle f(d,n)\geqslant k}
使用我们最后的公式,
{\displaystyle \sum _{i=1}^{n}{\binom {d}{i}}\geqslant k}
让我们来试验一下:
{\displaystyle f(t,3)=\sum _{i=1}^{3}{\binom {t}{i}}={\frac {t(t^{2}+5)}{6}}}
因此有{\displaystyle f(8,3)=92,f(9,3)=129}
所以我们如果有三个鸡蛋，可以保证在9次实验之内找到临界楼层。

### 其他方法
除了解析法之外，最常见的方法是递归法。
想象以下情况：n个鸡蛋，k层楼，然后你把鸡蛋在连续的h层中的第i层进行试验。
如果鸡蛋打破：这个问题会减少为n-1鸡蛋和 i-1个剩余楼层的问题；如果不打破：这个问题会减少为n鸡蛋和h-i个剩余楼层的问题。
现在我们可以定义一个函数{\displaystyle W(n,h)}计算所需的最小实验次数：
我们可以编写上述结果为确定找到下面的递归{\displaystyle W(n,h)}:
以下代码由C++编写
{\displaystyle W(n,h)=1+min(max(W(n-1,i-1),W(n,h-i)))}
```
#include
 
<iostream>

#include
 
<iostream>

#include
 
<limits.h>

using
 
namespace
 
std
;

//Compares 2 values and returns the bigger one

int
 
max
(
int
 
a
,
int
 
b
)
 
{

    
int
 
ans
=
(
a
>
b
)
?
a
:
b
;

    
return
 
ans
;

}

//Compares 2 values and returns the smaller one

int
 
min
(
int
 
a
,
int
 
b
){

    
int
 
ans
=
(
a
<
b
)
?
a
:
b
;

    
return
 
ans
;

}

int
 
egg
(
int
 
n
,
int
 
h
){

    
//Basis case

    
if
(
n
==
1
)
 
return
 
h
;

    
if
(
h
==
0
)
 
return
 
0
;

    
if
(
h
==
1
)
 
return
 
1
;

    
int
 
minimum
=
INT_MAX
;

    
//Recursion to find egg(n,k). The loop iterates i: 1,2,3,...h

    
for
(
int
 
x
=
1
;
x
<=
h
;
x
++
)
 
minimum
=
min
(
minimum
,(
1
+
max
(
egg
(
n
,
h
-
x
),
egg
(
n
-1
,
x
-1
))));

    
return
 
minimum
;

}

int
 
main
()

{

    
int
 
e
;
//Number of eggs

    
int
 
f
;
//Number of floors

    
cout
<<
"Egg dropping puzzle
\n\n
Number of eggs:"
;

    
cin
>>
e
;

    
cout
<<
"
\n
Number of floors:"
;

    
cin
>>
f
;

    
cout
<<
"
\n
Number of drops in the worst case:"
<<
egg
(
e
,
f
);

    
return
 
0
;

}

}

```

## 外部連結
1. 双蛋问题的另一个递归程序（页面存档备份，存于）
2. 李永乐老师（页面存档备份，存于）
3. 相关动态规划问题（页面存档备份，存于）